# بخش هاتراس
بخش هاتراس (به انگلیسی: Hathras district) یک منطقهٔ مسکونی در هند است که در ناحیه علی‌گره واقع شده‌است. بخش هاتراس ۱٬۸۴۰ کیلومتر مربع مساحت و ۱٬۵۶۴٬۷۰۸ نفر جمعیت دارد.